# Pomnik Ofiar Stalinizmu w Toruniu
Pomnik Ofiar Stalinizmu w Toruniu – kamień upamiętniający ofiary stalinizmu, usytuowany na skwerze u zbiegu al. Jana Pawła II i ul. Mickiewicza, od strony Bydgoskiego Przedmieścia. Został zaprojektowany przez Ryszarda Kaczora. Uroczyste odsłonięcie pomnika odbyło się 11 listopada 1991 roku.
Pomnik składa się z granitowego głazu, ustawionego na cokole z betonu. Głaz przywieziono z Rypina. Do głazu zostały przytwierdzone brązowy krzyż oraz dwa tablice (wykonane w Toruńskiej Fabryce Wodomierzy i Zegarów Metron). Na pierwszej znajduje się wizerunek orła w koronie. Jego szpony są spętane kajdanami. Obok orła widnieje inskrypcja: Odebrano wam życie by nie odżyła myśl niepodległa. Kneblowano nam usta byśmy nie dali świadectwa. Cieniom Waszym meldujemy – Nie zginęła. Na drugiej znajduje się napis: W hołdzie Ofiarom stalinowskiego ludobójstwa – 1939–1956 – zamęczonym i pomordowanym przez obcych i rodzimych agentów NKWD i UBP. Związek Więźniów Politycznych Okresu Stalinowskiego oraz społeczeństwo ziemi toruńskiej.